# Eurata bolivae
Eurata bolivae là một loài bướm đêm thuộc phân họ Arctiinae, họ Erebidae.